# جایزه بزرگ آفریقای جنوبی ۱۹۸۰
جایزه بزرگ آفریقای جنوبی ۱۹۸۰ (انگلیسی: ‎1980 South African Grand Prix‎) یک مسابقهٔ موتوری در رشتهٔ اتومبیل‌رانی فرمول یک بود که در تاریخ ۱ مارس ۱۹۸۰ در کیالامی واقع در استان ترانسفال، آفریقای جنوبی برگزار شد. این گراند پری در میان ۱۴ گراند پری در فصل ۱۹۸۰، مسابقهٔ شمارهٔ ۳ بود.
در این مسابقه که در ۷۸ دور و به مسافت ۳۲۰٫۱۱۲ کیلومتر (۱۹۸٫۹۰۸ مایل) برگزار شد، پول پوزیشن توسط ژان-پیر جابوی کسب شد و سریع‌ترین زمان برای طی یک دور پیست که برابر با ۱:۱۳٫۱۵ بود نیز توسط رنه آرنوکس به ثبت رسید.
رنه آرنوکس از تیم رنو، ژاک لافیت از تیم لیجیه-فورد و دیدیه پرونی از تیم لیجیه-فورد به‌ترتیب مقام‌های اول تا سوم مسابقه را کسب کردند.

## رده‌بندی قهرمانی پس از مسابقه
| جایگاه | راننده         | امتیاز |
| ------ | -------------- | ------ |
| ۱      | رنه آرنوکس     | ۱۸     |
| ۲      | آلن جونز       | ۱۳     |
| ۳      | نلسون پیکه     | ۹      |
| ۴      | دیدیه پرونی    | ۷      |
| ۵      | الیو دو آنجلیس | ۶      |
| منبع:  |                |        |

| جایگاه | سازنده       | امتیاز |
| ------ | ------------ | ------ |
| ۱      | رنو          | ۱۸     |
| ۲      | ویلیامز-فورد | ۱۵     |
| ۳      | لیجیه-فورد   | ۱۳     |
| ۴      | برابام-فورد  | ۹      |
| ۵      | لوتوس-فورد   | ۶      |
| منبع:  |              |        |

یادداشت
- تنها پنج جایگاه نخست از هر رده‌بندی نمایش داده شده است.